# Bruce Baumgartner
Bruce Baumgartner (Haledon, Estats Units 1960) és un lluitador nord-americà, ja retirat, guanyador de quatre medalles olímpiques.

## Biografia
Va néixer el 2 de novembre de 1960 a la ciutat de Haledon, població situada a l'estat de Nova Jersey.

## Carrera esportiva
Va participar, als 23 anys, en els Jocs Olímpics d'Estiu de 1984 realitzats a la ciutat de Los Angeles (Estats Units), on va aconseguir guanyar la medalla d'or en la prova masculina de lluita lliure en la prova de pes superpesant. En els Jocs Olímpics d'Estiu de 1988 celebrats a Seül (Corea del Sud) aconseguí guanyar la medalla de plata en aquesta mateixa categoria en perdre davant el soviètic David Gobezhishvili. En els Jocs Olímpics d'Estiu de 1992 celebrats a Barcelona (Catalunya) tornà a guanyar l'or i en els Jocs Olímpics d'Estiu de 1996 realitzats a Atlanta (Estats Units), la seva última participació olímpica, fou l'abanderat del seu país en la cerimònia inaugural dels Jocs i aconseguí guanyar la medalla de bronze.
Al llarg de la seva carrera ha guanyat nou medalles en el Campionat del Món de lluita, entre elles tres medalles d'or, així com quatre medalles en els Jocs Panamericans.